# Vlag van Buskerud

Vlag van Buskerud

De vlag van Buskerud is op 1 april 1966 officieel ingesteld als de provincievlag van de Noorse provincie Buskerud. De vlag toont een blauwe beer met rode klauwen, een rode tong in een wit veld. Een beer symboliseert bos en bovendien heeft het oudste persoonlijke wapen in Noorwegen een staande beer.
De vlag toont hetzelfde beeld als het gemeentewapen.
Op 1 januari 2020 fuseerde de provincie Buskerud met Akershus en Østfold tot de nieuwe provincie Viken waardoor het gebruik hiervan als provincievlag is komen te vervallen. Per 1 januari 2024 is Buskerud na de opdeling van Viken opnieuw een van de Noorse provincies waardoor de vlag is opnieuw in gebruik genomen.

## Verwante afbeeldingen

Wapen van Buskerud